# Liga de Portugal de waterpolo masculino
La Liga de Portugal de waterpolo masculino es la competición más importante de waterpolo masculino entre clubes portugueses.

## Historial
Estos son los ganadores de la liga:
- 2025: Vitória Sport Clube
- 2024: Clube Fluvial Portuense
- 2023: Vitória Sport Clube
- 2022: Vitória Sport Clube
- 2021: Vitória Sport Clube
- 2020: Não se realizou
- 2019: Vitória Sport Clube
- 2018: Clube Fluvial Portuense
- 2017: Clube Fluvial Portuense
- 2016: Clube Fluvial Portuense
- 2015: SSCM Paredes
- 2014: SSCM Paredes
- 2013: Sport Comércio e Salgueiros
- 2012: Portinado
- 2011: Portinado
- 2010: Portinado
- 2009: Sport Comércio e Salgueiros
- 2008: Sport Comércio e Salgueiros
- 2007: Amadora waterpolo
- 2006: Sport Comércio e Salgueiros
- 2005: Sport Comércio e Salgueiros
- 2004: Sport Comércio e Salgueiros
- 2003: Sport Comércio e Salgueiros
- 2002: Sport Comércio e Salgueiros
- 2001: Sport Comércio e Salgueiros
- 2000: Sport Comércio e Salgueiros
- 1999: Sport Comércio e Salgueiros
- 1998: Sport Comércio e Salgueiros
- 1997: Sport Comércio e Salgueiros
- 1996: Sport Comércio e Salgueiros
- 1995: Sport Comércio e Salgueiros
- 1994: Sport Algés e Dafundo
- 1993: Sport Algés e Dafundo
- 1992: Sport Algés e Dafundo
- 1991: Sport Algés e Dafundo
- 1990: CDUP
- 1989: Sport Algés e Dafundo
- 1988: Sport Algés e Dafundo
- 1987: CDUP
- 1986: CDUP
- 1985: CDUP

...
- 1938: Sport Algés e Dafundo

...			
- 1931: Sport Algés e Dafundo
- 1930: Sport Algés e Dafundo
- 1929: Sporting de Lisboa
- 1928: FC Porto
- 1927: Sporting de Lisboa
- 1926: Sporting de Lisboa
- 1925: Não se realizou
- 1924: Sport Algés e Dafundo
- 1923: Sport Algés e Dafundo
- 1922: Sporting de Lisboa